# Sandro Luís Zamboni Britzke
Sandro Luís Zamboni Britzke (sinh ngày 20 tháng 2 năm 1978) là một cầu thủ bóng đá người Brasil.

## Sự nghiệp câu lạc bộ
Sandro Luís Zamboni Britzke đã từng chơi cho Ventforet Kofu.

## Thống kê câu lạc bộ

### J.League
| Đội            | Năm       | J.League | J.League | J.League Cup | J.League Cup | Tổng cộng | Tổng cộng |
| Đội            | Năm       | Trận     | Bàn      | Trận         | Bàn          | Trận      | Bàn       |
| -------------- | --------- | -------- | -------- | ------------ | ------------ | --------- | --------- |
| Ventforet Kofu | 2000      | 13       | 3        | 1            | 0            | 14        | 3         |
| Tổng cộng      | Tổng cộng | 13       | 3        | 1            | 0            | 14        | 3         |